# Местякен (Рекітова, Хунедоара)
Местякен (рум. Mesteacăn) — село у повіті Хунедоара в Румунії. Входить до складу комуни Рекітова.
Село розташоване на відстані 295 км на північний захід від Бухареста, 30 км на південний захід від Деви, 143 км на південний захід від Клуж-Напоки, 117 км на схід від Тімішоари.

## Населення
За даними перепису населення 2002 року у селі проживали 11 осіб, усі — румуни. Усі жителі села рідною мовою назвали румунську.